# Eschbach (Pfalz)
Eschbach település Németországban, Rajna-vidék-Pfalz tartományban. Lakosainak száma 633 fő (2023. december 31.).

## Népesség
A település népességének változása:
| Lakosok száma | 618  | 626  | 633  | 620  | 631  | 633  |
|               | 1975 | 2017 | 2019 | 2021 | 2022 | 2023 |